# Eubosmina tubicen
Eubosmina tubicen är en kräftdjursart som först beskrevs av Brehm 1953.  Eubosmina tubicen ingår i släktet Eubosmina och familjen Bosminidae. Inga underarter finns listade i Catalogue of Life.